# GirlsSpkOut
GirlsSpkOut (estilizado como #GirlsSpkOut) é o segundo extended play (EP) japonês da cantora sul-coreana Taeyeon. O seu lançamento ocorreu em formato digital em 30 de outubro de 2020, pela SM Entertainment Japan, e em formato físico em 18 de novembro do mesmo ano pela EMI. Composto por cinco canções, incluído a faixa-título homônima "GirlsSpkOut", lançada juntamente com a edição física do EP, o seu lançamento atingiu a posição de número nove pela tabela musical japonesa da Oricon.

## Antecedentes e lançamento
Em dezembro de 2019, Taeyeon lançou seu segundo single digital japonês intitulado "I Do", precedendo o lançamento de GirlsSpkOut.  Em 11 de setembro de 2020, foi divulgado que ela lançaria seu segundo EP japonês, com data para novembro do mesmo ano. GirlsSpkOut foi lançado em formato digital em 30 de outubro de 2020, sendo composto por cinco canções, incluindo "I Do" e sua faixa-título "GirlsSpkOut". 
Em 18 de novembro, o EP foi lançado em formato físico, através de quatro edições, sendo elas: primeira edição limitada (composto por CD+DVD/Livro de fotos); primeira edição limitada (composto por CD+DVD/Livro de fotos/goods); edição regular com goods limitados (composto por CD/goods) e apenas CD.

## Lista de faixas
| GirlsSpkOut – Edição padrão |                                              |                          |                                                                      |                                                                      |         |  |
| N.º                         | Título                                       | Letras                   | Música                                                               | Arranjos                                                             | Duração |  |
| 1.                          | "GirlsSpkOut" (com participação de Chanmina) | eill Chanmina            | Megan Lee Shawn Halim Adien Lewis (WayBetta) Willie Weeks            | Megan Lee Shawn Halim Adien Lewis (WayBetta) Willie Weeks            | 3:31    |  |
| 2.                          | "Worry Free Love"                            | MEG.ME                   | Andreas Carlsson Melanie Joy Fontana Michel "Lindgren" Schulz        | Andreas Carlsson Melanie Joy Fontana Michel "Lindgren" Schulz        | 3:28    |  |
| 3.                          | "Be Real"                                    | Boyhood (Digz Inc.)      | Joe Lawrence                                                         | Joe Lawrence                                                         | 3:39    |  |
| 4.                          | "I Do"                                       | MEG.ME                   | Celine Helgemo Sebastian Aasen Per Kristian Ottestad Sheila Simmenes | Celine Helgemo Sebastian Aasen Per Kristian Ottestad Sheila Simmenes | 3:53    |  |
| 5.                          | "Sorrow"                                     | Sara Sakurai (T's Music) | minGtion (ADC Music) E Jae                                           | minGtion (ADC Music) E Jae                                           | 3:25    |  |
| Duração total:              | Duração total:                               | Duração total:           | Duração total:                                                       | Duração total:                                                       | 17:56   |  |

| GirlsSpkOut – DVD bônus da edição CD+DVD limitada |                                                |         |  |
| N.º                                               | Título                                         | Duração |  |
| 1.                                                | "GirlsSpkOut" (Vídeo musical & Visual Makings) |         |  |

## Desempenho nas paradas musicais
GirlsSpkOut em seu formato digital, estreou no Japão em seu pico de número dezessete pela Oricon Digital Albums Chart com 421 download digitais pagos, na semana referente de 26 de outubro a 1 de novembro de 2020. A seguir, com o seu lançamento em formato físico, GirlsSpkOut estreou em seu pico de número quatro pela tabela diária da Oricon Albums Chart, correspondente a 17 de novembro. Em sua respectiva tabela semanal, o EP posicionou-se em seu pico de número nove, na semana referente a 16 a 22 de novembro de 2020, ao obter vendas de 5,278 cópias.
Pela Billboard Japan, GirlsSpkOut estreou em seu pico de número treze pela Hot Albums, na semana referente a 30 de novembro de 2020. O EP também estreou em seu pico de número sete pela Top Albums Sales, pela semana de 25 de novembro de 2020.

### Posições semanais
| Parada musical (2020)              | Melhor posição |
| ---------------------------------- | -------------- |
| Japão (Oricon Albums Chart)        | 9              |
| Japão (Billboard Japan Hot Albums) | 13             |

## Histórico de lançamento
| Região | Data                   | Formato                    | Gravadora | Ref.   |
| ------ | ---------------------- | -------------------------- | --------- | ------ |
| Mundo  | 30 de outubro de 2020  | Download digital streaming | SM Japan  | [ 11 ] |
| Japão  | 30 de outubro de 2020  | Download digital streaming | SM Japan  | [ 12 ] |
| Japão  | 18 de novembro de 2020 | CD CD+DVD                  | EMI UMJ   | [ 5 ]  |